# Irene Bignardi
Irene Bignardi (Quistello, 10 agosto 1943) è una giornalista e critica cinematografica italiana.

## Biografia
Laureata in lettere moderne, ha studiato comunicazione nel master program all'università di Stanford. Ha collaborato col quotidiano La Repubblica dalla fondazione nel 1976 al 2020. Dal 1986 al 1989 ha diretto il MystFest. Ha fatto parte della commissione degli esperti della Mostra del Cinema di Venezia durante la direzione di Gillo Pontecorvo e ha avuto la direzione di Notti Veneziane per tre anni. È stata direttrice del Festival di Locarno dal 2001 al 2005 e Presidente di FilmItalia dal 2006 al 2008.
Ha anche occasionalmente recitato in alcuni film quali Circuito chiuso (1978), L'ultima diva: Francesca Bertini (1982) e Uno a me, uno a te, uno a Raffaele (1994) . Ha vinto il Premiolino e il Grolla d'oro alla carriera. Nel dicembre 2020 ha lasciato La Repubblica, chiudendo dopo 16 anni la rubrica Zoom su il Venerdì di Repubblica e abbandonando il ruolo di firma di punta della critica cinematografica sul quotidiano.

## Vita privata
Nel 1984 dall'attore Claudio Cassinelli ha avuto l'unico figlio Giovanni. Rimasta vedova nel 1985, ha convissuto con lo scrittore e giornalista Gianluigi Melega fino alla morte di lui nel 2014.

## Opere
- Zone. Vincenzo Castella, Arte, 1991.
- Ieri, oggi, domani. Cent'anni di cinema italiano, a cura di I. Bignardi, F. Ferzetti e G. Cosetti, Zephiro, 1995.
- Il declino dell'impero americano. 50 registi e 101 film, Milano, Feltrinelli, 1996, ISBN 978-88-078-1389-4.
- Memorie estorte ad uno smemorato. Vita di Gillo Pontecorvo, Collana Serie Bianca, Milano, Feltrinelli, 1999, ISBN 978-88-071-7033-1.
- Le piccole utopie, Milano, Feltrinelli, 2003.
- Americani. Un viaggio da Melville a Brando, Collana I nodi, Venezia, Marsilio, 2005, ISBN 978-88-317-8708-6.
- Le cento e una sera. Piccola guida personale al cinema in DVD, Collana I nodi, Venezia, Marsilio, 2008, ISBN 978-88-317-9514-2.
- Storie di cinema a Venezia, Collana I nodi, Venezia, Marsilio, 2012  [Consorzio Venezia Nuova, 2011], ISBN 978-88-317-1296-5.
- Brevi incontri con Jorge Luis Borges, John Le Carré, Billy Wilder, Graham Greene, Mary McCarthy, François Truffaut, Gabriel Garcia Márquez, Leni Riefensthal, Susan Sontag, Isaiah Berlin..., Collana I nodi, Venezia, Marsilio, 2013, ISBN 978-88-317-1677-2.
- Kerestetìl, Astoria, 2017, ISBN 978-88-987-1368-4.